# Вест-Лонг-Біч (Нью-Джерсі)
Вест-Лонг-Біч (англ. West Long Branch) — місто (англ. borough) в США, в окрузі Монмаут штату Нью-Джерсі. Населення — 8587 осіб (2020).

## Географія
Вест-Лонг-Біч розташований за координатами 40°17′16″ пн. ш. 74°1′12″ зх. д. / 40.28778° пн. ш. 74.02000° зх. д. (40.287904, -74.020019).  За даними Бюро перепису населення США в 2010 році місто мало площу 7,50 км², з яких 7,40 км² — суходіл та 0,09 км² — водойми.

## Демографія
Згідно з переписом 2010 року, у селищі мешкало 8097 осіб у 2384 домогосподарствах у складі 1756 родин. Було 2528 помешкань
Расовий склад населення:
| - 94,5 % — білих - 2,2 % — чорних або афроамериканців - 1,2 % — азіатів - 0,1 % — корінних американців - 1,0 % — осіб інших рас |

До двох чи більше рас належало 1,1 %. Частка іспаномовних становила 5,0 % від усіх жителів.
За віковим діапазоном населення розподілялося таким чином: 19,6 % — особи молодші 18 років, 66,8 % — особи у віці 18—64 років, 13,6 % — особи у віці 65 років та старші. Медіана віку мешканця становила 32,4 року. На 100 осіб жіночої статі у селищі припадало 91,2 чоловіків;  на 100 жінок у віці від 18 років та старших — 88,1 чоловіків також старших 18 років.
Середній дохід на одне домашнє господарство  становив 110 052 долари США (медіана — 80 585), а середній дохід на одну сім'ю — 133 668 доларів (медіана — 106 397). Медіана доходів становила 79 000 доларів для чоловіків та 59 826 доларів для жінок. За межею бідності перебувало 3,7 % осіб, у тому числі 1,8 % дітей у віці до 18 років та 6,4 % осіб у віці 65 років та старших.
Цивільне працевлаштоване населення становило 3893 особи. Основні галузі зайнятості: освіта, охорона здоров'я та соціальна допомога — 28,6 %, роздрібна торгівля — 13,8 %, мистецтво, розваги та відпочинок — 10,9 %, науковці, спеціалісти, менеджери — 10,8 %.